# Tansy Alexander
Tansy Alexander (* im 20. Jahrhundert in Kalifornien, USA) ist eine US-amerikanische Schauspielerin.

## Leben
Alexander besuchte die California State University, Fullerton und erreichte ein Bachelor of Arts in Biochemie. Sie spielte unter anderem in den Filmen 3 Times a Charm (2011), Paradox Alice (2012) und Always Faithful (2013) sowie in einigen Kurzfilmen. Sie hatte ebenfalls einige Fernsehserienauftritte wie etwa in Notruf 911 – Lebensretter am Telefon (2008) und La Verdad: Beginnings (2013).

## Filmografie
- 2008: My Kingdom for a Kiss
- 2008: Notruf 911 – Lebensretter am Telefon (Call 911, Fernsehserie, eine Folge)
- 2009: Fueled (Kurzfilm)
- 2009: My Real Life (Fernsehserie, eine Folge)
- 2010: Fifty1Fifty (Kurzfilm)
- 2010: Run This Town (Fernsehserie, eine Folge)
- 2010: The Glass Window (Kurzfilm)
- 2010: Breathless (Kurzfilm)
- 2010: Dark Island
- 2011: I Didn’t Know I Was Pregnant (Fernsehserie, eine Folge)
- 2011: 3 Times a Charm
- 2011: Inglés (Kurzfilm)
- 2012: Operation Terror
- 2012: Paradox Alice
- 2012: Prelude to Bedlam (Kurzfilm)
- 2013: Grey Sheep
- 2013: Stage Mommies (Fernsehserie)
- 2013: La Verdad: Beginnings (Fernsehserie, zwei Folgen)
- 2013: Diabolical (Fernsehserie, eine Folge)
- 2013: Cut!
- 2013: Always Faithful
- 2014: Community Therapy: Hollywood! (Fernsehserie)